# Sturgeon-Klasse
Die Sturgeon-Klasse war eine Klasse atomgetriebener Jagd-U-Boote der United States Navy, die in den 1960er und 1970er Jahren gebaut wurden und teilweise bis um die Jahrtausendwende in Dienst standen. Mit 37 Einheiten war die Klasse in den 1970er Jahren bis zur Einführung der Los-Angeles-Klasse die größte Klasse in der Jagd-U-Boot-Flotte der US Navy.

## Geschichte

### Planung und Bau

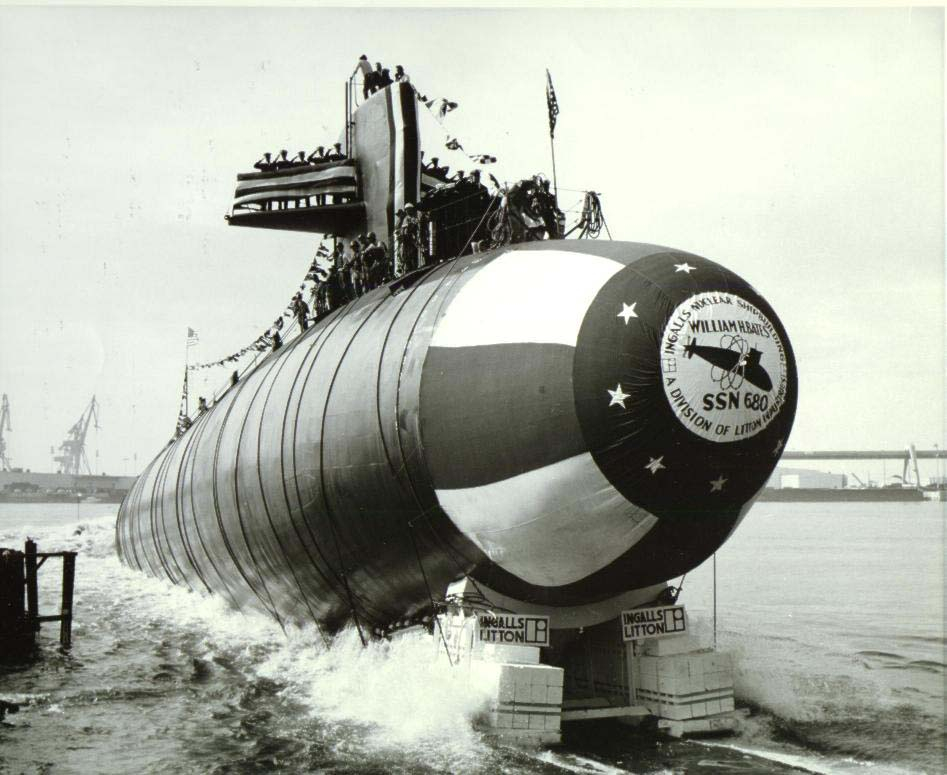
Stapellauf der William H. Bates

Die Atom-U-Boote der Sturgeon-Klasse wurden Ende der 1950er Jahre geplant und stellten eine Verbesserung der vorhergehenden Thresher-Klasse dar. Die Boote wurden als dritte Klasse nach der Skipjack-Klasse und ebenjener Thresher-Klasse speziell im Hinblick auf Vielseitigkeit entwickelt, weswegen die Höchstgeschwindigkeit im Vergleich zu früheren Klassen nicht weiter gesteigert wurde. Stattdessen wurden die Boote größer, die Verdrängung damit gesteigert. Die zusätzlichen fünf Meter Länge gegenüber den Threshers kamen vor allem der Geräuschdämmung zugute, der größere Turm der Ausstattung mit Elektronik.
Die Sturgeon-Klasse war die letzte Klasse, die auf einer Vielzahl von unterschiedlichen Werften gebaut wurde, weshalb 37 Boote innerhalb von acht Jahren in Dienst gestellt werden konnten. Die Bauwerften waren Electric Boat für zwölf Einheiten, Newport News Shipbuilding für neun U-Boote, Ingalls Shipbuilding für sieben Boote, San Francisco Naval Shipyard für fünf Einheiten und Fore River Shipyard sowie Portsmouth Naval Shipyard für jeweils zwei Sturgeons.
Die Baukosten lagen, soweit bekannt geworden, zwischen 70 und 80 Millionen Dollar pro Einheit, wobei die Werftkosten stark variierten. Während sie bei den frühen Einheiten bei unter 20 Mio. $ lagen, stiegen sie bei den letzten bis auf 44 Mio. $ an.

### Modifikationen

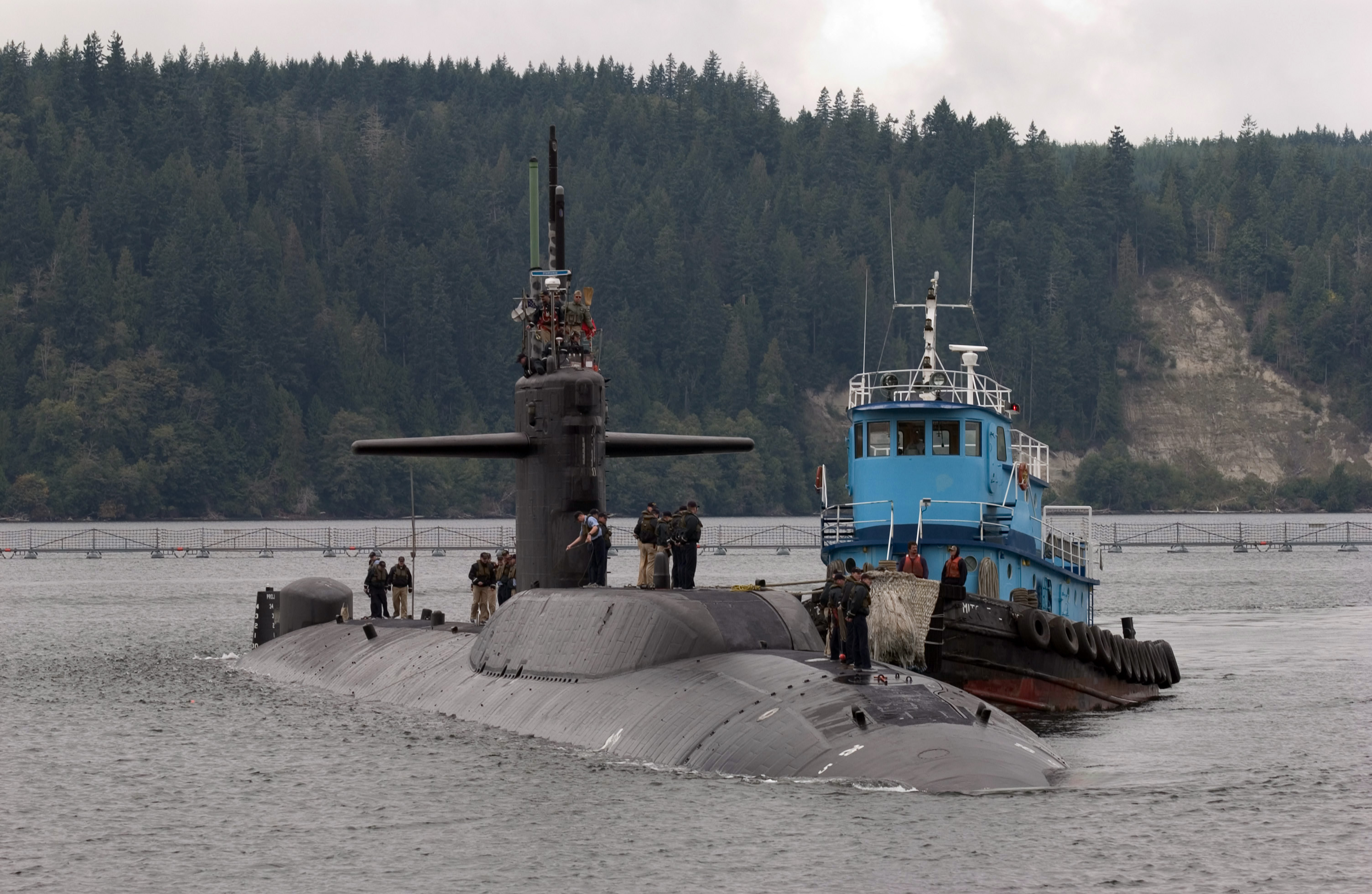
Die modifizierte Parche

Die letzten neun Boote der Klasse wurden von Beginn an um rund drei Meter verlängert, vor allem um modernere Sonaranlagen an Bord nehmen zu können. Die USS Parche wurde 1978 stark modifiziert. Ihr wurde vor dem Turm eine rund 30 Meter lange Rumpfsektion eingefügt, die nach unten hin eine Luke hatte. Damit konnte die Parche Spezialoperationen übernehmen, wofür die bisherigen Boote USS Halibut und USS Seawolf mittlerweile zu alt/laut waren.
Auf dem Entwurf der Sturgeon-Klasse basieren auch die beiden Testschiffe Narwhal und Glenard P. Lipscomb, die Reaktoren mit natürlichem Kühlmittelkreislauf und turbo-elektrischem Antrieb testeten.

### Einsatzzeit
Die Sturgeon-Klasse stellte in den 1960er und 1970er Jahren, also auf dem Höhepunkt des Kalten Krieges, mit ihren beiden schon erwähnten Vorgänger-Klassen den Hauptteil der Jagd-U-Boot-Flotte. Ab Mitte der 70er Jahre begann die Einführung der Los-Angeles-Klasse. Sie ersetzten die Sturgeons nach einer Dienstzeit von rund 30 Jahren. Die Sturgeons wurden zwischen 1991 und 2005 außer Dienst gestellt. Ehemals war auch geplant, die Boote durch die Einheiten der Seawolf-Klasse zu ersetzen, doch wurden nach dem Ende des Kalten Krieges nur drei Boote dieser Klasse gebaut, was mit der Außerdienststellung der Sturgeons zu einer generellen Verkleinerung der Flotte führte.

## Technik

### Rumpf

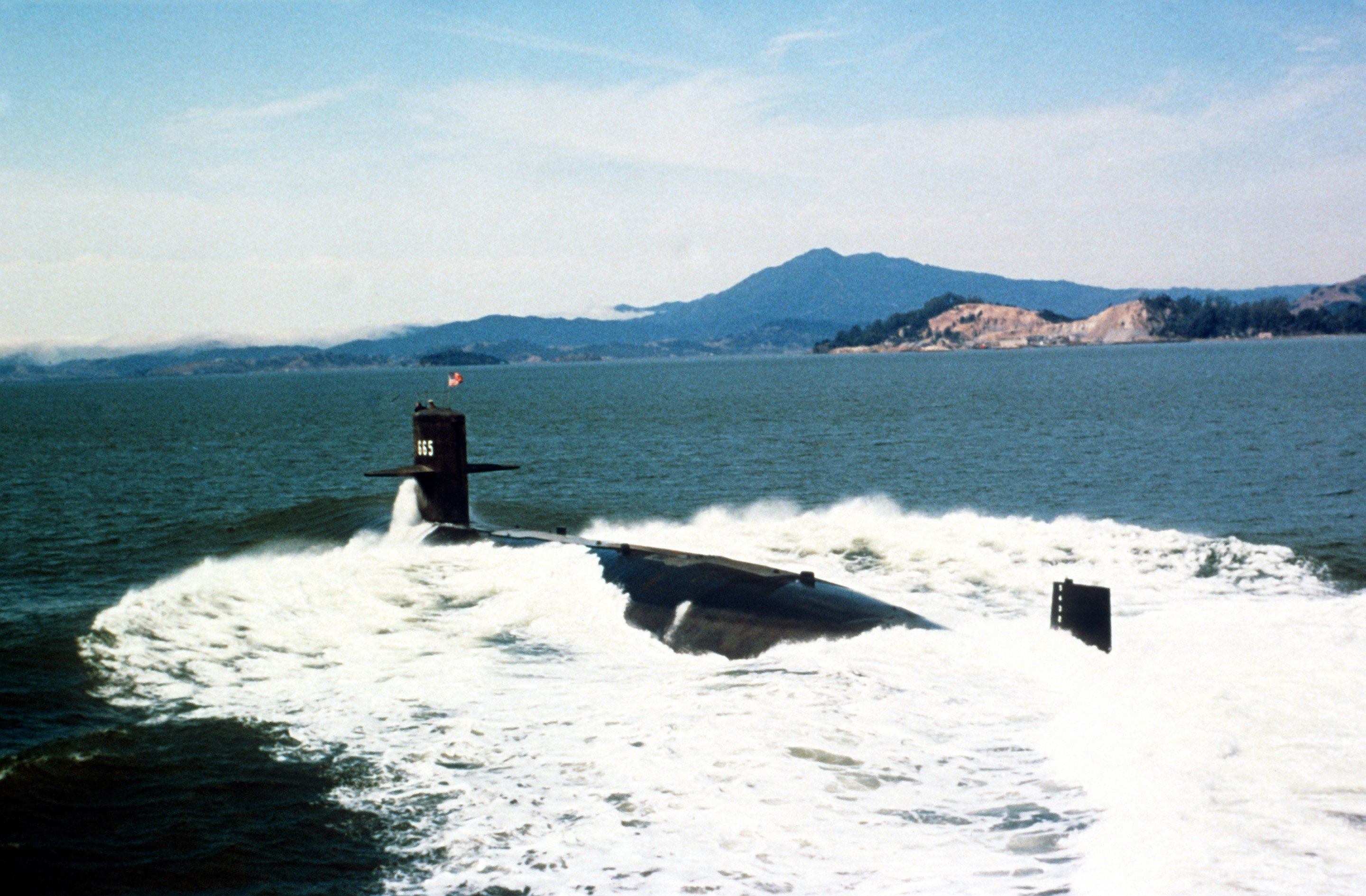
An der Guitarro ist hier die große Bugwelle zu sehen

Die Sturgeons wurden in zwei Ausführungen gebaut. Während die ersten 28 Einheiten 89 Meter lang waren, wurden die letzten neun Boote um rund zehn Fuß auf 92,1 Meter verlängert. Die kurzen Boote entsprachen weitgehend denen der verlängerten Permit-Klasse. Die langen Boote erhielten zusätzlichen Wohn- und Arbeitsraum, aber auch mehr Elektronik. Erstmals war für alle Personen an Bord ein Schlafplatz vorhanden. Die Breite betrug 9,7 Meter, der Tiefgang 8,9 Meter. Die Verdrängung lag bei voller Zuladung bei 4870 beziehungsweise 4960 ts getaucht. Der Rumpf war in der hydrodynamisch ungünstigen Torpedoform gebaut, was die Geschwindigkeit unter Wasser einschränkt, dafür aber einfacher und kostengünstiger als ein tropfenförmiger Rumpf zu bauen ist.
Die Tiefenruder waren am Turm befestigt, die Spannweite dieser betrug insgesamt 11,6 Meter. Die Ruder konnten in vertikale Position gebracht werden, um das Auftauchen durch arktisches Eis zu erleichtern, hierfür war auch der Turm sowie die oberen Rumpfteile speziell verstärkt worden. Der Turm war außerdem wesentlich größer als bei den Vorgänger-Booten, was zwar den Wasserwiderstand erhöhte und damit Geschwindigkeit kostete, aber auch mehr Raum für Antennen bot, erstmals wurden ein kleineres Angriffs- und ein größeres Beobachtungsperiskop verbaut. Am Heck war ein Ruderkreuz angebracht, das das Boot ähnlich der Ruder eines Flugzeuges steuerte.
Die Aufteilung des Innenraums orientierte sich am gängigen Design: Im Bug befand sich der Torpedoraum, dahinter, unter dem Turm, die Operationszentrale, aus der das Boot gesteuert und befehligt wurde. Grob die hintere Hälfte gehörte den Antriebsanlagen mit der Reaktorkammer, die sich auf Grund des hohen Gewichts so weit wie möglich im Zentrum des Bootes befand. Im Heck lagen die Maschinenräumlichkeiten.
Sechs der langen Sturgeons wurden dazu ausgerüstet, hinter dem Turm einen Dry Deck Shelter zu tragen. Diese Kammer erleichtert Tauchern das Betreten und Verlassen des getauchten Bootes. Außerdem konnten die Boote die Deep Submergence Rescue Vehicles der Mystic-Klasse transportieren.
Die Boote dieser Klasse wurden letztmalig (bis auf wenige Ausnahmen) der Tradition nach, nach Meerestieren benannt, vorzugsweise nach Dieselbooten, die sich während des Zweiten Weltkriegs bewährt hatten (bspw. Pogy, Trepang, Hammerhead).
Die maximal zugelassene Tauchtiefe lag bei ca. 400 Metern, die Zerstörungstiefe lag um ca. 200 Meter tiefer, beträgt also ca. 600 Meter.

### Antrieb
Der Antrieb bestand aus einem Druckwasserreaktor von Typ S5W (S für Unterseeboot, 5 für die fünfte Generation von Atomreaktoren, W für den Hersteller, die Westinghouse Electric Corporation), der zwei Getriebeturbinen antrieb. Diese waren über eine Welle mit einem Propeller verbunden, der das Schiff letztendlich antrieb. Um Kavitation und damit eine Geräuschentwicklung bestmöglich zu vermeiden, bestand der Propeller aus sieben sichelförmigen Blättern mit einer Länge von rund sechs Fuß oder 1,8 Metern. Zusammen mit der drei Fuß großen Nabe war der Propeller also 15 Fuß oder 4,5 Meter hoch.
Die Leistung des Systems lag bei 20.000 PS. Eine Nachfüllung des Reaktors mit Kernbrennstoffen war nur alle 60.000 Seemeilen nötig. Die Höchstgeschwindigkeit unter Wasser betrug zwischen 25 und 30 Knoten, während auf Grund der erwähnten Rumpfform an der Oberfläche lediglich 15 Knoten möglich waren.

### Bewaffnung
Die Bewaffnung der Boote der Sturgeon-Klasse bestand aus vier Torpedorohren mit einem Durchmesser von 553 mm, die unter dem Turm leicht nach außen abgewinkelt in den Rumpf integriert waren.
Die Boote stammen aus der ersten Generation der multi-mission-Boote. Während sie zu Beginn ihrer Laufbahn lediglich Torpedos, Seeminen, normalerweise von Typ Mark 60 CAPTOR, sowie die UUM-44 Subroc mitführen konnten, wurden während der Dienstzeit sowohl der Seezielflugkörper UGM-84 Harpoon als auch der Marschflugkörper BGM-109 Tomahawk entwickelt und zum Abschuss aus den vier Torpedorohren freigegeben. Damit war auch der Angriff auf weit entfernte See- und Landziele möglich. Ab 1972 wurde der neue Mark-48-Schwergewichtstorpedo als neuer Standard auch auf den Sturgeons etabliert.

### Elektronik

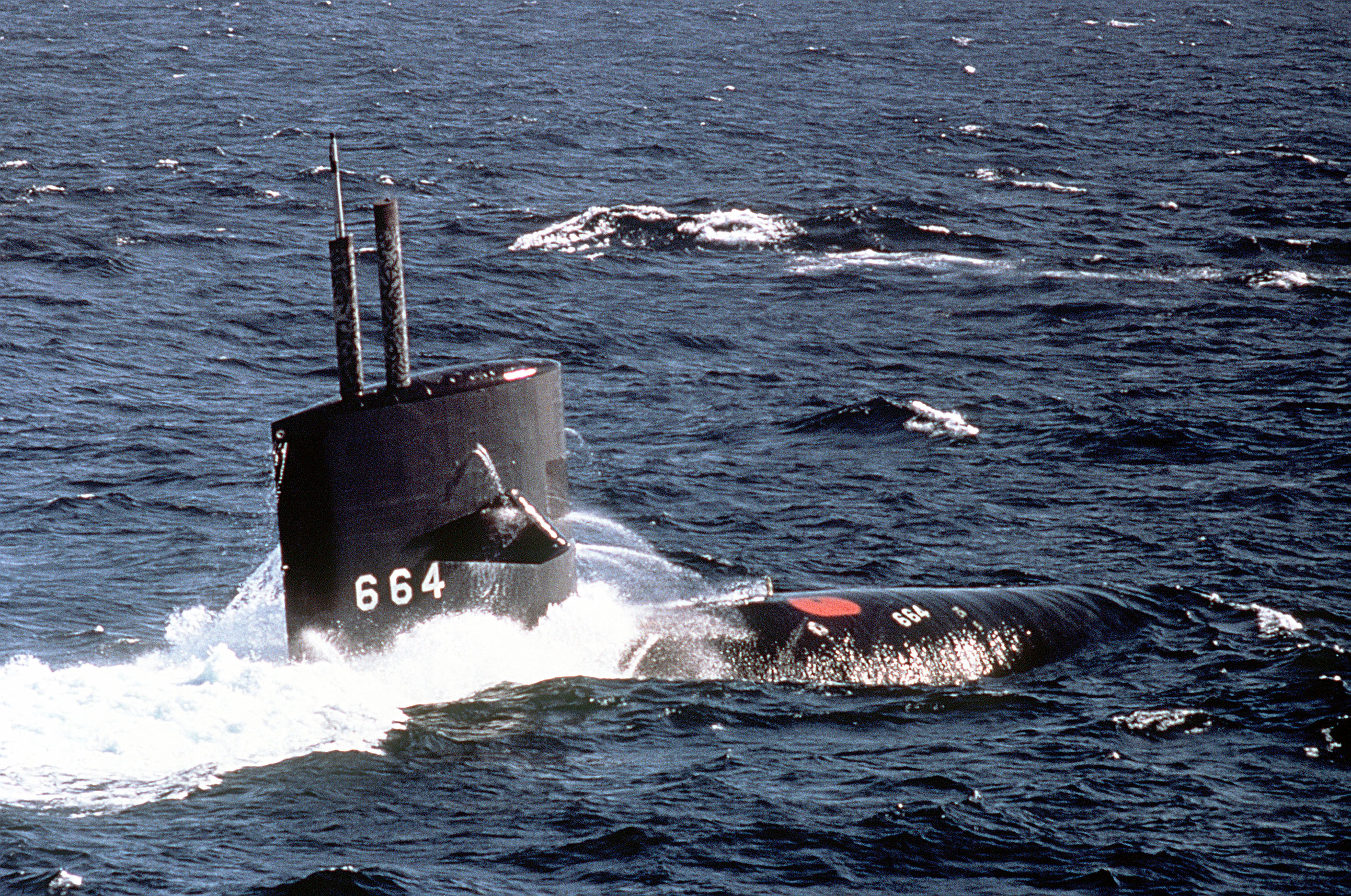
Sea Devil mit ausgefahrenen Masten

Zu Beginn besaßen die Boote die Sonaranlage BQQ-2, deren Hauptbatterie das aktiv und passiv arbeitende Kugelsonar BQS-6 im Bug war. Die späteren Einheiten erhielten stattdessen das BQQ-5, das einen Teil der zusätzlichen drei Meter auf den letzten neun Sturgeons ausnutzt. Dieses ebenfalls aktiv/passive Sonar befindet sich wie der Vorgänger auch im Bug hinter einer Fiberglaskappe und wurde auch auf modernen Booten der Los-Angeles-Klasse verwendet. Es wurde in den 1970ern auch auf älteren Booten der Klasse nachgerüstet. Die Sturgeons waren außerdem die ersten Boote, die ein Schleppsonar erhielten.
Als Radar besitzen die Boote an einem der Masten ein BPS-14 oder BPS-15. Außerdem gab es zwei verschiedene Sehrohre, die sich hinsichtlich der Bildqualität und Radarrückstrahlfläche unterschieden, und insgesamt vier Antennen für Elektronische Kampfführung.

## Einsatzprofil

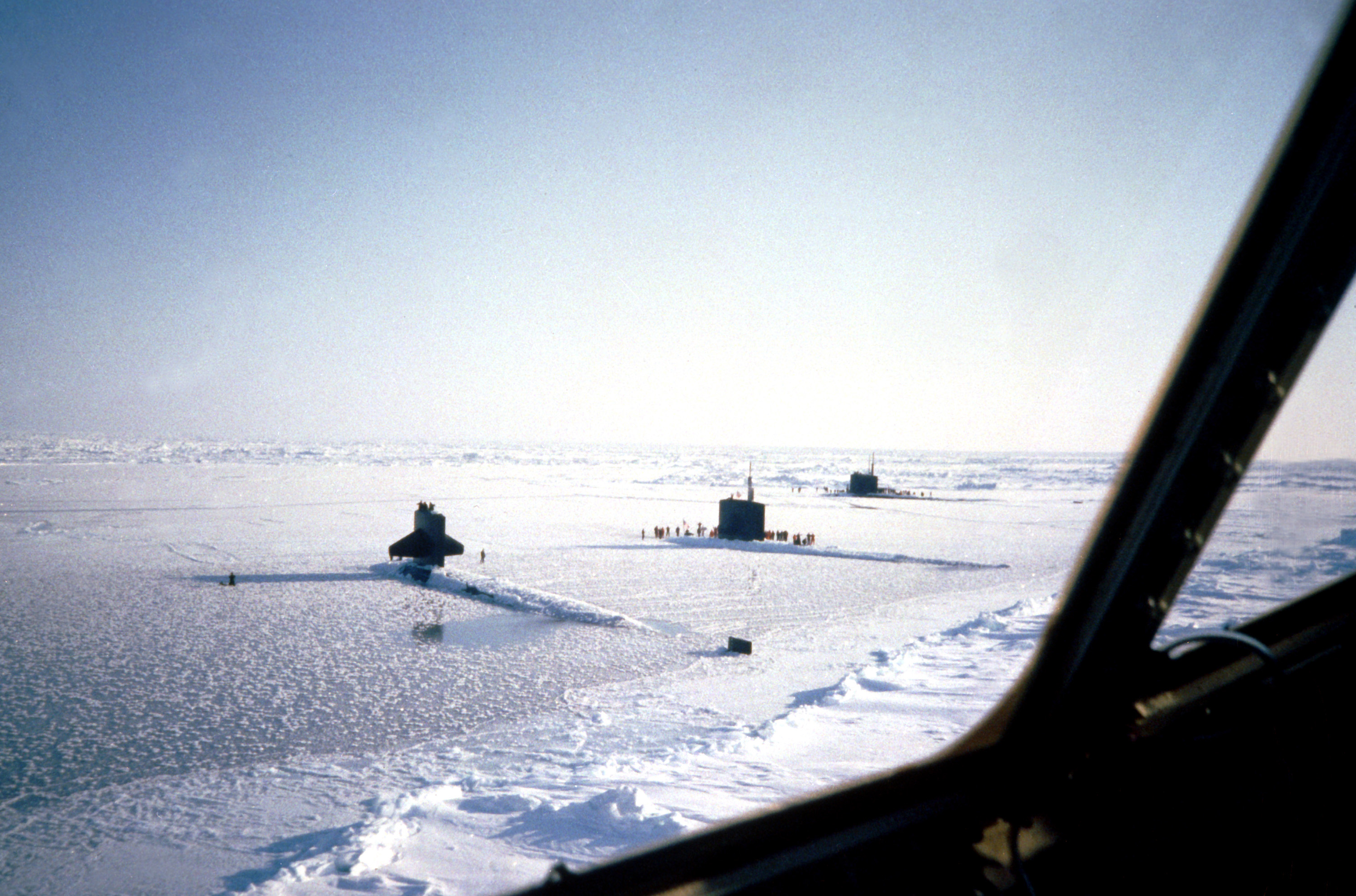
Aufgrund der schwenkbaren Tiefenruder waren die Boote besonders zum Einsatz in arktischen Regionen geeignet

Als Jagd-U-Boote erfüllten die Sturgeons die für diese Gattung typischen Aufgaben. Darunter fallen Eskortfahrten für Flugzeugträgerkampfgruppen genauso wie die Beschattung feindlicher Raketen-U-Boote. Ebenfalls eine Aufgabe war die Bewachung der so genannten GIUK-Lücke, um die sowjetische Marine an einem Durchbruch in den Atlantik hindern zu können.
Da die Sturgeon-Klasse wie bereits erwähnt einen größeren Turm und damit auch mehr Antennen zur Elektronischen Kampfführung besaß als ihre Vorgänger, war ein wichtiges Einsatzgebiet der Boote die Spionage. Nach einer Studie des Center of Science and International Affairs der Havard-University haben die U-Boote der Sturgeon-Klasse von 1961 bis 1975 rund 100 Aufklärungs- und Spionagefahrten in Hoheitsgewässern der Sowjetunion unternommen.
Auch nach Einführung der Los Angeles-Klasse wurden die Boote der 637-Klasse bevorzugt für Überwachungsaufgaben nahe der UdSSR eingesetzt, da sie aufgrund ihres geringeren Tiefgangs und besseren Manövrierbarkeit näher an der sowjetischen Küste operieren konnten. Der Zweck solcher Fahrten konnte beispielsweise das Abhören feindlicher Kommunikation oder die Ausspähung von Schiffs-Prototypen während deren Erprobungsfahrten sein.
Da die Boote wie erwähnt speziell für Unter-Eis-Einsätze ausgerüstet waren, wurde das Auftauchen durch arktisches Eis regelmäßig praktiziert. Die Fähigkeit, in Polarregionen operieren zu können, kam besonders beim Verfolgen der sowjetischen Raketen-U-Boote etwa der Typhoon-Klasse zum Zuge, die ihre Patrouillen häufig in diesen Regionen fuhren und ebenfalls speziell für das Durchbrechen des Eises vorgesehen waren.

## Unglücke und Zwischenfälle

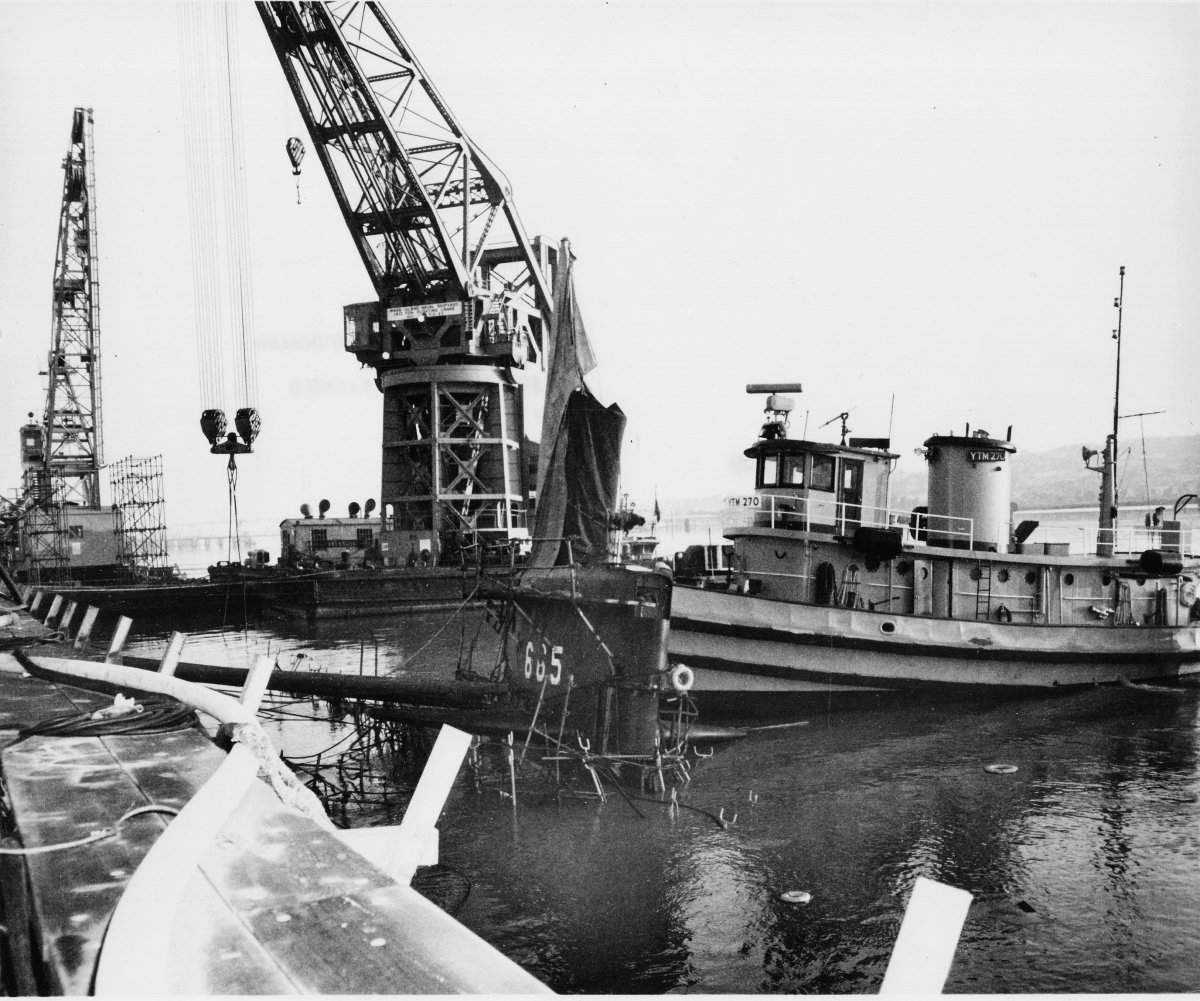
Die Guitarro nach dem Sinken

Der 17. Einheit der Klasse, der USS Guitarro, passierte ein recht skurriler Unfall: Noch während der Ausrüstung des Bootes sank es in circa zehn Meter tiefem Wasser. Zwei Gruppen von Werftarbeitern befüllten und entleerten unabhängig voneinander gleichzeitig Ballasttanks des Bootes, wobei es vorn untertauchte und durch offene Luken massiv Wasser in das Boot lief.
Die dritte Einheit, die USS Tautog, kollidierte gleich auf ihrer ersten Fahrt 1970 vor Petropawlowsk-Kamtschatski mit dem sowjetischen U-Boot K-108. Jahrelang ging man in der Navy davon aus, dass die K-108 gesunken sei. Erst um das Jahr 2000 wurde bekannt, dass auch sie es zurück in den Heimathafen geschafft hatte. Im Turm der Tautog fand man ganze Stücke der sowjetischen Schiffsschraube. Auch die USS Grayling kollidierte 1993 mit einem russischen U-Boot, beide Boote kehrten beschädigt in ihre Häfen zurück.
Im Hafen von Wladiwostok kam es zwischen 1961 und 1975 zu einem Zwischenfall, als ein U-Boot der Sturgeon-Klasse die Unterseite eines sowjetischen U-Boots fotografieren wollte und mit dem Boot kollidierte, allerdings ohne größere Schäden davonzutragen.
Weitere Unfälle unter Beteiligung von Booten der Sturgeon-Klasse umfassen neben weiteren kleineren Kollisionen bei Übungen und Manövern das Ausbrechen von Feuer oder Grundberührungen.

## Einheiten

### Nicht modifizierte Boote
- Sturgeon (SSN-637)
- Whale (SSN-638)
- Tautog (SSN-639)
- Grayling (SSN-646)
- Pogy (SSN- 647)
- Aspro (SSN-648)
- Sunfish (SSN-649)
- Pargo (SSN-650)
- Queenfish (SSN-651)
- Puffer (SSN-652)
- Ray (SSN-653)
- Sand Lance (SSN-660)|
- Lapon (SSN-661)
- Gurnard (SSN-662)
- Hammerhead (SSN-663)
- Sea Devil (SSN-664)
- Guitarro (SSN-665)
- Hawkbill (SSN-666)
- Bergall (SSN-667)
- Spadefish (SSN-668)
- Seahorse (SSN-669)
- Finback (SSN-670)
- Pintado (SSN-672)
- Flying Fish (SSN-673)
- Trepang (SSN-674)
- Bluefish (SSN-675)
- Billfish (SSN-676)
- Drum (SSN-677)

### Modifizierte Boote
- Drum (SSN-677)
- Silversides (SSN-679)
- William H. Bates (SSN-680)
- Batfish (SSN-681)
- Tunny (SSN-682)
- Parche (SSN-683)
- Cavalla (SSN-684)
- L. Mendel Rivers (SSN-686)
- Richard B. Russell (SSN-687)